# Пироговский
Пирого́вский — бывший рабочий посёлок Мытищинского района Московской области России, бывший административный центр городского поселения Пироговский. Постановлением Губернатора Московской области от 16 ноября 2015 года объединён с городом Мытищи.
Население — 10 209 чел. (2015).

## География
Расположен на реке Клязьме, у плотины Пироговского водохранилища, в 5 км к северу от Мытищ. Связан с районным центром автодорогой (Пироговское шоссе). Ранее посёлок соединялся с Мытищами однопутной электрифицированной железнодорожной веткой.

## История
Деревня Пирогово (существующая рядом с посёлком до сих пор) известна ещё из писцовых книг 1585 года.
Импульс развитию местности дало строительство суконной фабрики купца Хлудова (велось на основании свидетельства, выданного канцелярией московского генерал-губернатора в феврале 1865 года). С 1923 года предприятие получило название тонкосуконной фабрики «Пролетарская победа».
В 1990-х годах фабрика была закрыта. В апреле 2004 года на одном из предприятий, располагавшихся на территории фабрики, произошёл серьёзный пожар, унёсший жизни 13 человек.
Статус посёлка городского типа — с 1928 года. 16 ноября 2015 года включён в черту города Мытищи.

## Население
| 1939  | 1959  | 1970  | 1979  | 1989    | 2002  | 2009  |
| ----- | ----- | ----- | ----- | ------- | ----- | ----- |
| 3513  | ↗3880 | ↗4561 | ↗4723 | ↗4844   | ↗6260 | ↗6531 |
| 2010  | 2012  | 2013  | 2014  | 2015    |       |       |
| ↗6674 | ↗7511 | ↗8347 | ↗9580 | ↗10 209 |       |       |

## Экономика
В посёлке расположен Мытищинский деревообрабатывающий завод (выпускает мебель) и ещё ряд мелких предприятий.
Близ посёлка расположен Пироговский гидроузел с малой Пироговской ГЭС мощностью 0,28 МВт (см. Гидроэлектростанции канала имени Москвы).
На берегу Пироговского водохранилища (часть Клязьминского) расположен популярный пироговский пляж.

## Культура
В посёлке работают: Центр культуры «Подмосковье» с массой заслуженных хоровых и танцевальных коллективов, многочисленные кружки, спортивные секции), Школа искусств (музыкальная школа, хоровая и художественная студия), Английская школа, частные и 2 здания муниципального детского сада, новая средняя школа, младшая школа.